# Искија Порто (Напуљ)
Искија Порто (итал. Ischia Porto) је насеље у Италији у округу Напуљ, региону Кампанија.
Према процени из 2011. у насељу је живело 18192 становника. Насеље се налази на надморској висини од 19 м.